# Catena montuosa

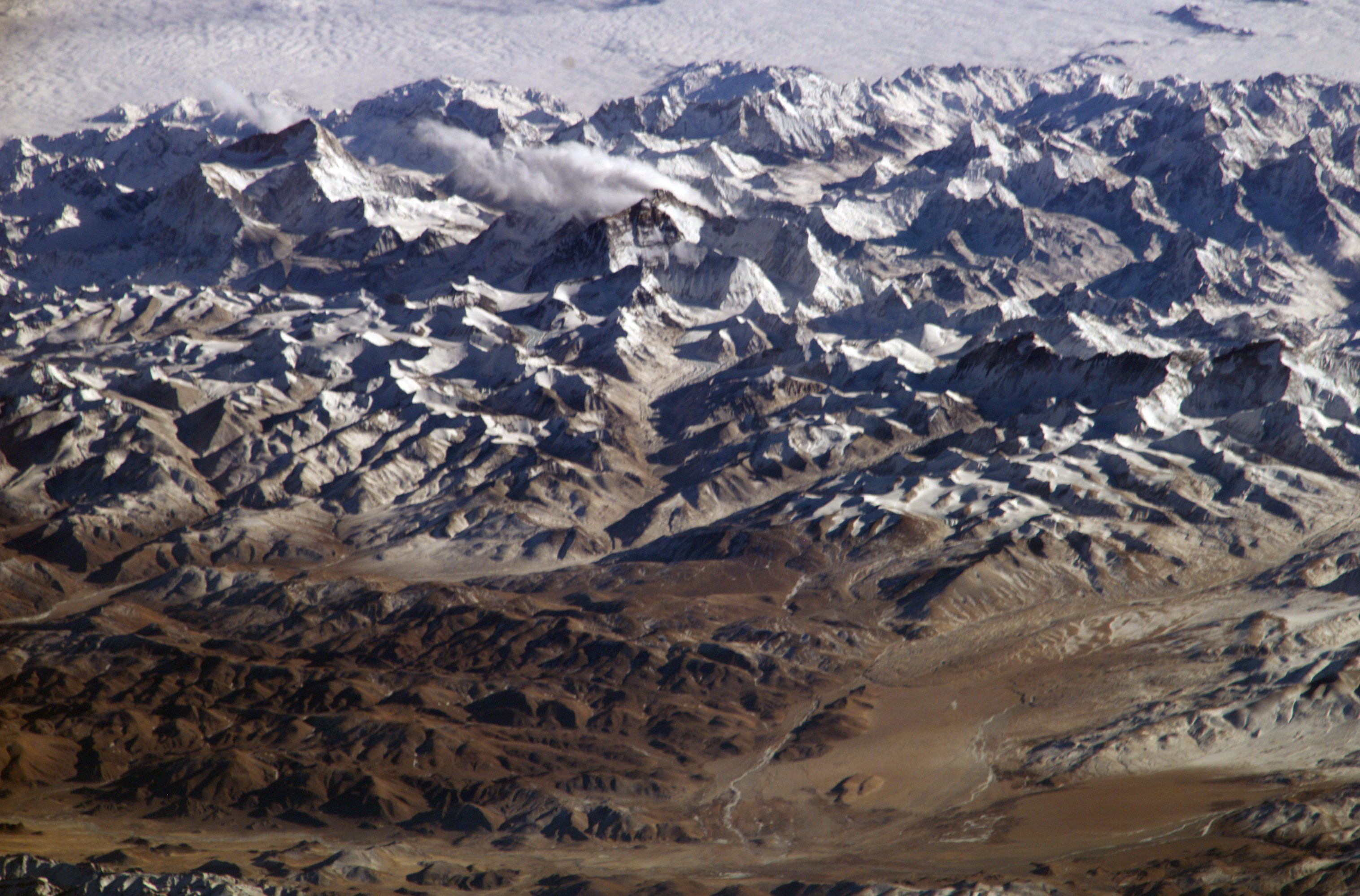
La catena dell'Himalaya comprende il monte Everest, la vetta più alta del mondo.

In orografia una catena montuosa è un gruppo di montagne facenti parte del medesimo sistema montuoso geologico, confinante con pianure o separato da altre catene montuose da passi, fiumi e valli. Oltre a gruppi montuosi isolati o confinanti può racchiudere in sé più massicci montuosi.

## Descrizione

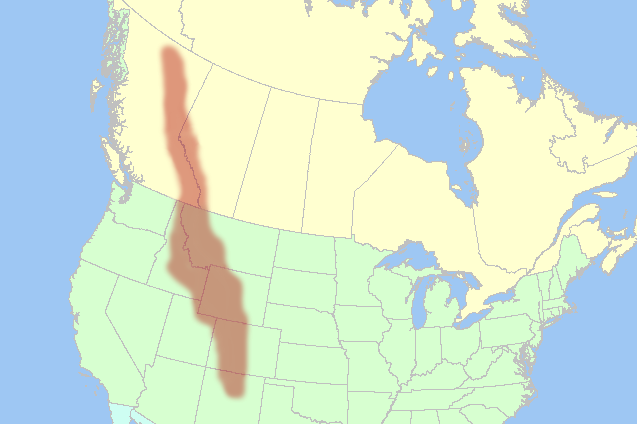
Montagne rocciose

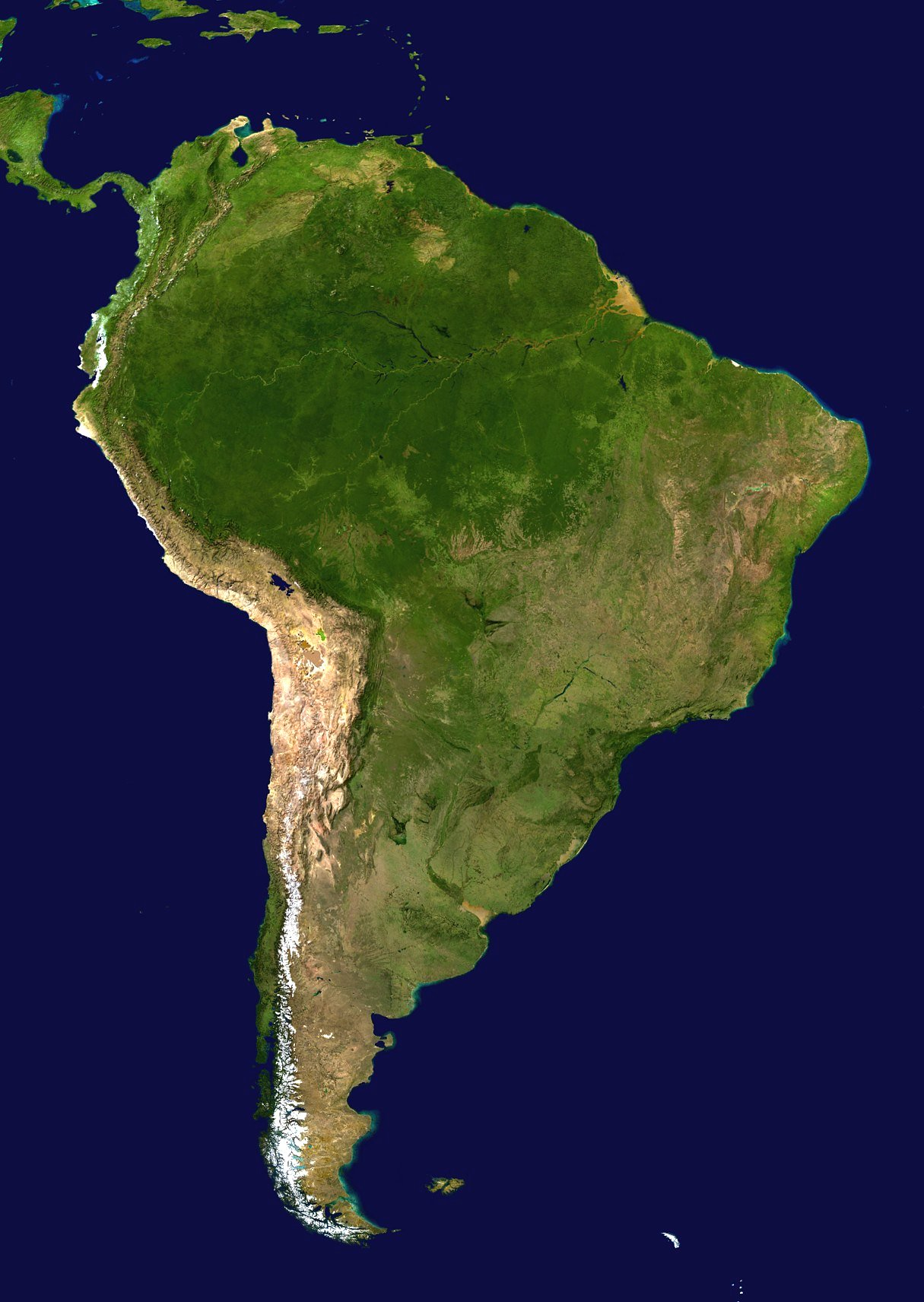
L'America meridionale con la lunga catena delle Ande.

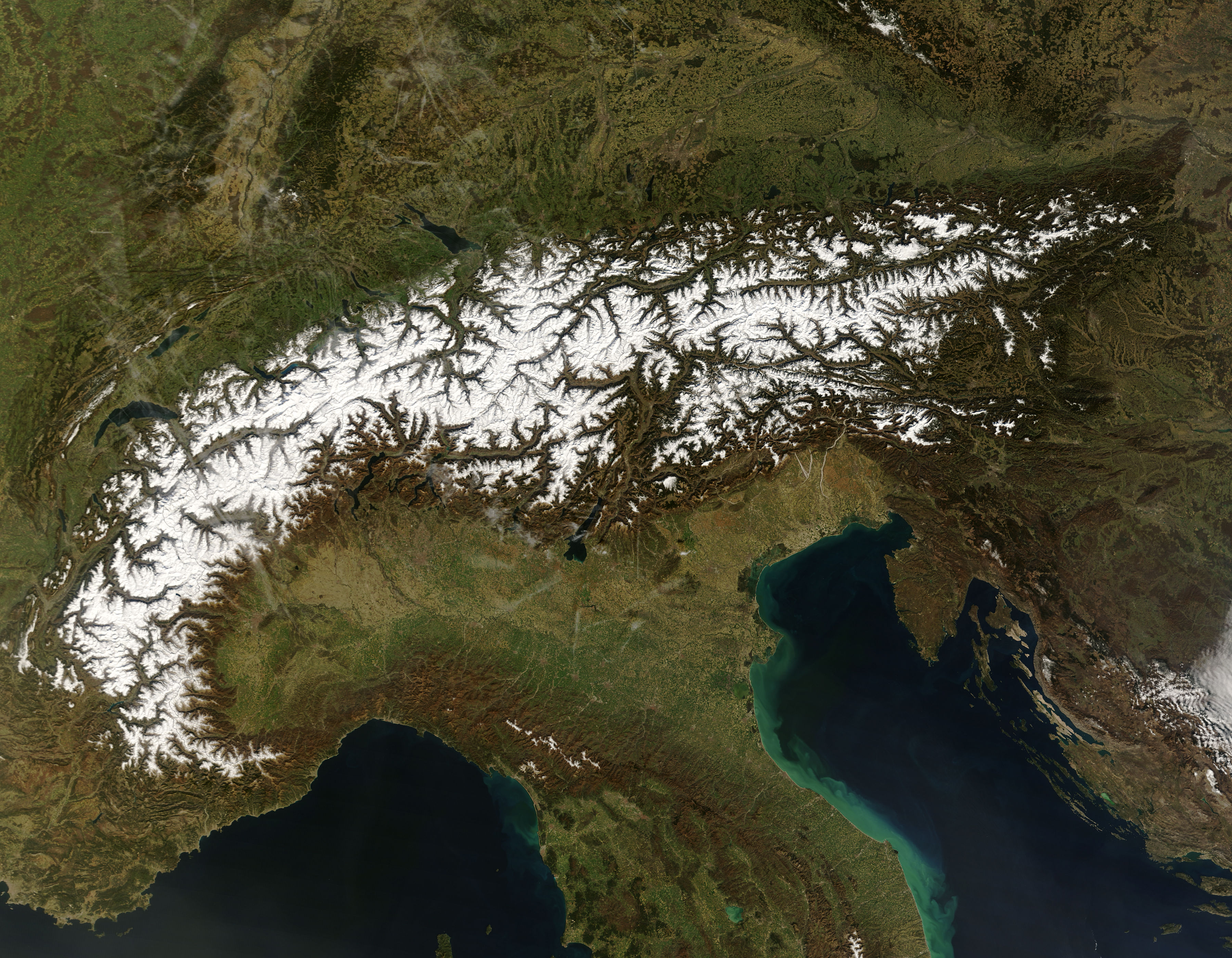
Le Alpi

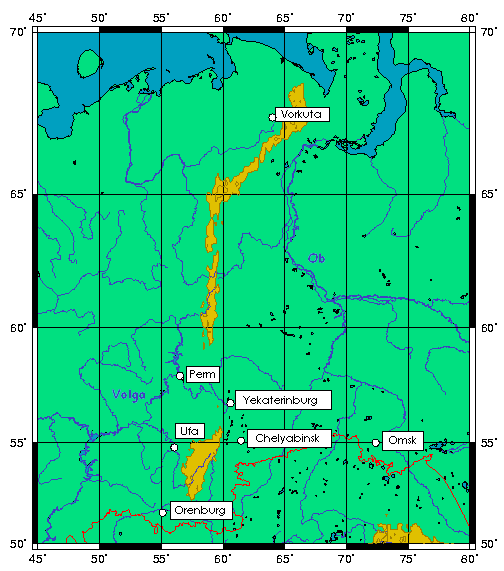
Urali

Nella maggior parte dei casi le singole montagne che appartengono alla stessa catena montuosa hanno la stessa geologia, ma non sempre e non necessariamente: possono avere diverse orogenesi, per esempio vulcani, montagne sollevate o ripiegate e possono perciò essere costituite da rocce diverse.
Le Ande, in America del Sud, sono la cordigliera montuosa più lunga del pianeta. L'Himalaya, in Asia, è la catena montuosa che ospita le montagne più alte assieme al Karakorum, all'Hindu Kush, al Pamir e al Tian Shan. Le Alpi sono invece la catena montuosa con le cime più alte d'Europa. Le Montagne rocciose, la Catena Costiera Pacifica e gli Appalachi sono invece le catene più importanti dell'America del Nord. Altre importanti catene montuose sono il Caucaso, gli Urali, i Pirenei, le Alpi Australiane e le Alpi Neozelandesi.
Normalmente una catena montuosa è geologicamente frutto dell'incontro fra placche tettoniche; si ottiene così un sollevamento del terreno lungo la linea di impatto. Per esempio la catena dell'Himalaya è il risultato dello scontro tra la placca tettonica dell'India e quella del sud dell'Asia; le Alpi invece sono il risultato dello scontro della placca tettonica africana con quella europea.
Comunemente la definizione di catena montuosa si differenzia da quella di gruppo montuoso e massiccio montuoso. Infatti per gruppo montuoso si intende un insieme non meglio definito di montagne, mentre per catena montuosa si intende una struttura di montagne ben definita dal punto di vista fisico e geomorfologico. Tipicamente una catena montuosa è formata da più gruppi montuosi o più massicci montuosi.

### Catene montuose nel mondo

#### America
- Categoria: Catene montuose dell'America settentrionale
- Categoria: Catene montuose dell'America meridionale

#### Europa
- Categoria: Catene montuose dell'Europa

#### Africa
- Categoria: Catene montuose dell'Africa

#### Asia
- Categoria: Catene montuose dell'Asia

#### Oceania
- Categoria: Catene montuose dell'Oceania

#### Antartide
- Categoria: Catene montuose dell'Antartide

#### Altre carene montuose
- Dorsali oceaniche